# محمودکند
محمودکند {{به ترکی آذربایجانی|Mahmudkənd) نام یک روستا و بخش در جمهوری آذربایجان است که در شهرستان شرور واقع شده‌است. محمودکند ۳٬۹۵۰ نفر جمعیت دارد.